# 杨守立
杨守立（9世纪—892年1月15日），本名胡弘立，後被唐昭宗賜名李順節，晚唐将领。左神策护军中尉、六军十二卫观军容使杨复恭养子，故随之姓杨。本是军中马骑官。一作杨守节。

## 簡歷
唐僖宗因躲避军阀混战出奔，光启三年（887年）回京，途经凤翔。六月，时任左神策军天威军都头的杨守立与凤翔节度使李昌符争道，麾下士卒互殴，僖宗命宦官告谕，也不停止。次日杨守立即攻打李昌符，战于通衢，李昌符兵败出奔，后被杀。
唐昭宗登基后，杨守立为天威军使，权勇冠六军，人皆避之。唐昭宗恨杨复恭，想加罪于他，又怕杨守立作乱，于是向杨复恭索要杨守立在殿内护卫，赐姓李，名顺节，命掌六军管钥，恩宠特异，势力和宰相相当。李顺节乞求做昭宗的儿子，获准。于是李顺节与杨复恭争权，揭发杨复恭私下的勾当，不出一年，升天武都头，遥领镇海军节度使、同平章事。谢日，御史大夫请求朝中百官排班拜见李顺节，宰相孔纬裁决不准。李顺节到中书省，见无人排班拜见，有不悦之色。后来有一天李顺节委婉提到此事，孔纬说：“我知道公不高兴。卿士是天子的朝臣，宰相是他们的师长，他们拜见宰相是道义。公握有天武军的健儿，却在政事堂享受百官拜见，能心安吗？如果一定要这个仪式，等去了‘都头’二字就可以了。”李顺节不敢再说。
大顺二年（891年），昭宗诏令杨复恭致仕。杨复恭派心腹杀昭宗使者，又有人诬告杨复恭的养子玉山军使杨守信与杨复恭同谋作乱。于是昭宗诏李顺节与神策军使李守节率禁军攻打他们，以治杀使者之罪，自己御延喜楼。杨守信以兵拒战，李顺节屡败。但门下侍郎宰相刘崇望却说服禁军并亲率禁军讨伐杨氏。至晚上，杨守信、杨复恭战败出奔，投杨守信兄山南西道节度使杨守亮。杨守亮及诸守字辈养兄弟举兵，声言讨李顺节。
杨复恭被逐后，李顺节变得暴横，出入都带兵，甚至在喝醉后索要玉玺看。昭宗的乳母芥子在昭宗登基后加封夫人，被称为白婆，当时在侧，喝止李顺节，李顺节于是奏请除去白婆，白婆因而获罪，下落不明。两军中尉刘景宣、西門君遂觉察他有非常之想，与诸王商议除之，并报告昭宗。昭宗召李顺节，李顺节带着三百甲士入宫，甲士在银台门被止住，两中尉在仗舍引李顺节入殿内坐下说话，刘景宣部将嗣光审（一作供奉官似知先）出来，一剑斩落李顺节的头。李顺节的部下喧哗出延喜门，天威、捧日、登封三都作乱，剽永宁里，晚上才安定。百官上表致贺。西门君遂又奏杀同为天威军使、为李顺节伏诛嗟愤的贾德晟。贾德晟麾下千余骑奔凤翔投靠节度使李茂贞，使得李茂贞更加强大。
后来昭宗又昭雪李顺节，天复元年（901年）又委中书、门下二省优与追赠之。